# Готово отворен предњи нелабијализован самогласник
| [ повећај ]                                                     | предњи                                                                | готово предњи                                                         | средњи                                                                | готово задњи                                                          | задњи                                                                 |
| затворен                                                        | \| i · yɨ · ʉɯ · uɪ ʏ ʊe · øɘ · ɵɤ · oəɛ · œɜ · ɞʌ · ɔæɐa · ɶɑ · ɒ \| | \| i · yɨ · ʉɯ · uɪ ʏ ʊe · øɘ · ɵɤ · oəɛ · œɜ · ɞʌ · ɔæɐa · ɶɑ · ɒ \| | \| i · yɨ · ʉɯ · uɪ ʏ ʊe · øɘ · ɵɤ · oəɛ · œɜ · ɞʌ · ɔæɐa · ɶɑ · ɒ \| | \| i · yɨ · ʉɯ · uɪ ʏ ʊe · øɘ · ɵɤ · oəɛ · œɜ · ɞʌ · ɔæɐa · ɶɑ · ɒ \| | \| i · yɨ · ʉɯ · uɪ ʏ ʊe · øɘ · ɵɤ · oəɛ · œɜ · ɞʌ · ɔæɐa · ɶɑ · ɒ \| |
| готово затворен                                                 | \| i · yɨ · ʉɯ · uɪ ʏ ʊe · øɘ · ɵɤ · oəɛ · œɜ · ɞʌ · ɔæɐa · ɶɑ · ɒ \| | \| i · yɨ · ʉɯ · uɪ ʏ ʊe · øɘ · ɵɤ · oəɛ · œɜ · ɞʌ · ɔæɐa · ɶɑ · ɒ \| | \| i · yɨ · ʉɯ · uɪ ʏ ʊe · øɘ · ɵɤ · oəɛ · œɜ · ɞʌ · ɔæɐa · ɶɑ · ɒ \| | \| i · yɨ · ʉɯ · uɪ ʏ ʊe · øɘ · ɵɤ · oəɛ · œɜ · ɞʌ · ɔæɐa · ɶɑ · ɒ \| | \| i · yɨ · ʉɯ · uɪ ʏ ʊe · øɘ · ɵɤ · oəɛ · œɜ · ɞʌ · ɔæɐa · ɶɑ · ɒ \| |
| полузатворен                                                    | \| i · yɨ · ʉɯ · uɪ ʏ ʊe · øɘ · ɵɤ · oəɛ · œɜ · ɞʌ · ɔæɐa · ɶɑ · ɒ \| | \| i · yɨ · ʉɯ · uɪ ʏ ʊe · øɘ · ɵɤ · oəɛ · œɜ · ɞʌ · ɔæɐa · ɶɑ · ɒ \| | \| i · yɨ · ʉɯ · uɪ ʏ ʊe · øɘ · ɵɤ · oəɛ · œɜ · ɞʌ · ɔæɐa · ɶɑ · ɒ \| | \| i · yɨ · ʉɯ · uɪ ʏ ʊe · øɘ · ɵɤ · oəɛ · œɜ · ɞʌ · ɔæɐa · ɶɑ · ɒ \| | \| i · yɨ · ʉɯ · uɪ ʏ ʊe · øɘ · ɵɤ · oəɛ · œɜ · ɞʌ · ɔæɐa · ɶɑ · ɒ \| |
| средњи                                                          | \| i · yɨ · ʉɯ · uɪ ʏ ʊe · øɘ · ɵɤ · oəɛ · œɜ · ɞʌ · ɔæɐa · ɶɑ · ɒ \| | \| i · yɨ · ʉɯ · uɪ ʏ ʊe · øɘ · ɵɤ · oəɛ · œɜ · ɞʌ · ɔæɐa · ɶɑ · ɒ \| | \| i · yɨ · ʉɯ · uɪ ʏ ʊe · øɘ · ɵɤ · oəɛ · œɜ · ɞʌ · ɔæɐa · ɶɑ · ɒ \| | \| i · yɨ · ʉɯ · uɪ ʏ ʊe · øɘ · ɵɤ · oəɛ · œɜ · ɞʌ · ɔæɐa · ɶɑ · ɒ \| | \| i · yɨ · ʉɯ · uɪ ʏ ʊe · øɘ · ɵɤ · oəɛ · œɜ · ɞʌ · ɔæɐa · ɶɑ · ɒ \| |
| полуотворен                                                     | \| i · yɨ · ʉɯ · uɪ ʏ ʊe · øɘ · ɵɤ · oəɛ · œɜ · ɞʌ · ɔæɐa · ɶɑ · ɒ \| | \| i · yɨ · ʉɯ · uɪ ʏ ʊe · øɘ · ɵɤ · oəɛ · œɜ · ɞʌ · ɔæɐa · ɶɑ · ɒ \| | \| i · yɨ · ʉɯ · uɪ ʏ ʊe · øɘ · ɵɤ · oəɛ · œɜ · ɞʌ · ɔæɐa · ɶɑ · ɒ \| | \| i · yɨ · ʉɯ · uɪ ʏ ʊe · øɘ · ɵɤ · oəɛ · œɜ · ɞʌ · ɔæɐa · ɶɑ · ɒ \| | \| i · yɨ · ʉɯ · uɪ ʏ ʊe · øɘ · ɵɤ · oəɛ · œɜ · ɞʌ · ɔæɐa · ɶɑ · ɒ \| |
| готово отворен                                                  | \| i · yɨ · ʉɯ · uɪ ʏ ʊe · øɘ · ɵɤ · oəɛ · œɜ · ɞʌ · ɔæɐa · ɶɑ · ɒ \| | \| i · yɨ · ʉɯ · uɪ ʏ ʊe · øɘ · ɵɤ · oəɛ · œɜ · ɞʌ · ɔæɐa · ɶɑ · ɒ \| | \| i · yɨ · ʉɯ · uɪ ʏ ʊe · øɘ · ɵɤ · oəɛ · œɜ · ɞʌ · ɔæɐa · ɶɑ · ɒ \| | \| i · yɨ · ʉɯ · uɪ ʏ ʊe · øɘ · ɵɤ · oəɛ · œɜ · ɞʌ · ɔæɐa · ɶɑ · ɒ \| | \| i · yɨ · ʉɯ · uɪ ʏ ʊe · øɘ · ɵɤ · oəɛ · œɜ · ɞʌ · ɔæɐa · ɶɑ · ɒ \| |
| отворен                                                         | \| i · yɨ · ʉɯ · uɪ ʏ ʊe · øɘ · ɵɤ · oəɛ · œɜ · ɞʌ · ɔæɐa · ɶɑ · ɒ \| | \| i · yɨ · ʉɯ · uɪ ʏ ʊe · øɘ · ɵɤ · oəɛ · œɜ · ɞʌ · ɔæɐa · ɶɑ · ɒ \| | \| i · yɨ · ʉɯ · uɪ ʏ ʊe · øɘ · ɵɤ · oəɛ · œɜ · ɞʌ · ɔæɐa · ɶɑ · ɒ \| | \| i · yɨ · ʉɯ · uɪ ʏ ʊe · øɘ · ɵɤ · oəɛ · œɜ · ɞʌ · ɔæɐa · ɶɑ · ɒ \| | \| i · yɨ · ʉɯ · uɪ ʏ ʊe · øɘ · ɵɤ · oəɛ · œɜ · ɞʌ · ɔæɐa · ɶɑ · ɒ \| |
| i · yɨ · ʉɯ · uɪ ʏ ʊe · øɘ · ɵɤ · oəɛ · œɜ · ɞʌ · ɔæɐa · ɶɑ · ɒ |                                                                       |                                                                       |                                                                       |                                                                       |                                                                       |

Готово отворен предњи нелабијализован самогласник је самогласник, који се користи у неким говорним језицима. Симбол у Међународној фонетској азбуци који представља овај звук је , и одговарајући X-SAMPA симбол је . 

## Карактеристике
- Висина самогласника је готово отворен, што значи да је врх језика постављен слично отвореном самогласнику, али мало мање ограничен.
- Место изговора је предњи, што значи да је врх језика постављен што ближе предњем делу уста без стварања сужења да би се сматрао као сугласник.
- Лабијализованост самогласника је нелабијализован, што значи да су усне раширене.

## Појава
| Језик       | Језик       | Реч                                                                              | ИПА | Значење      | Напомене                                                                                      |
| ----------- | ----------- | -------------------------------------------------------------------------------- | --- | ------------ | --------------------------------------------------------------------------------------------- |
| Ахтена      | Ахтена      |                                                                                  |     | 'комарац'    |                                                                                               |
| Арапски     | стандардни  |                                                                                  |     | 'књига'      | Алофон од у околини обичних лабијалних и короналних сугласника и са . Види арапску фонологију |
| Азерски     | Азерски     |                                                                                  |     | 'звук'       |                                                                                               |
| Бенгалски   | Бенгалски   |                                                                                  |     | 'један'      |                                                                                               |
| Енглески    | Енглески    |                                                                                  |     | 'мачка'      | У ново зеландском енглеском језику, ово је ближе . Види енглеску фонологију                   |
| Дански      | Дански      |                                                                                  |     | 'дански'     | Види данску фонологију                                                                        |
| Фински      | Фински      |                                                                                  |     | 'брдо'       | Види финску фонологију                                                                        |
| Њемачки     | бернски     | стандардни њемачки [drehen] грешка: {{lang}}: текст има искошену назнаку (помоћ) |     | 'округ'      | Види бернску немачку фонологију                                                               |
| Норвешки    | Норвешки    |                                                                                  |     | 'гуава'      |                                                                                               |
| Норвешки    | Норвешки    |                                                                                  |     | 'кожа'       | Види норвешку фонологију                                                                      |
| Персијски   | Персијски   |                                                                                  |     | 'врата'      | Види персијску фонологију                                                                     |
| Руски       | Руски       |                                                                                  |     | 'пет'        | Алофон од између палатизаних сугласника. Види руску фонологију                                |
| Синалезе    | Синалезе    |                                                                                  |     | 'бити вољан' |                                                                                               |
| Словачки    | Словачки    |                                                                                  |     | 'девет'      |                                                                                               |
| Шведски     | Шведски     |                                                                                  |     | 'крушка'     | Алофон од пре . Види шведску фонологију                                                       |
| Вијетнамски | Вијетнамски |                                                                                  |     | 'фаза'       | Варијација: . Види вијетнамску фонологију                                                     |
| Јаган       | Јаган       |                                                                                  |     | 'трска'      |                                                                                               |